# 31 M. Wesiczky kézigránát
A 31 M. (Wesiczky) kézigránát egy Magyarország által kifejlesztett és gyártott gyalogsági kézigránát volt, melyet a második világháború alatt használtak.

## 31 M. éles kézigránát
A szállítási biztosíték lecsavarása, a hordási biztosíték kioldása és a dobási biztosíték repülés közbeni kiesése után a kézigránátot a becsapódáskor egy csapódó gyújtó robbantja fel. Nagy hátránya, hogy kézben nem élesíthető, ezért utcai harcra csak korlátozottan, harcjárművek ellen pedig egyáltalán nem használható. Két különböző méretben készült.

### Leírása
A robbanótöltetet tartalmazó masszív acéllemez gránáttest szájnyílásába csavarmenettel illeszkedik az egy egységben kiszerelhető, tömítőgyűrűkkel ellátott gyújtószerkezet. Felső részét a szállítási biztosíték zárja le, ez alatt található a hordási biztosíték, amely tulajdonképpen egy nyomógombbal ellátott tárcsarugó. A rugó eltávolítása után láthatóvá váló felfelé nyíló csapóajtó tartja a helyén a villás végű dobóbiztosítékot. A gyújtóhüvelyben, amelynek alsó részéhez a gyutacstartó sisak is illeszkedik, találjuk az ütőszeges és a csappantyús testeket, melyeket két, a dobóbiztosíték végei által a helyükön tartott golyó választ el egymástól.
A kézigránát három biztosítéka mellett két reteszt is tartalmaz, ezek a dobás előtt véletlenül leejtett, illetve a kidobott de fel nem robbant gránát gyújtószerkezetének működésbe lépését akadályozzák meg. A gyakorlatban azonban az ilyen kézigránátokat minden esetben helyben meg kell semmisíteni, így az ejtőretesz és a vakretesz legfeljebb a 31 M. robbantókészlet elhelyezését teszi biztonságosabbá.

### Festése
A szabályzat szerint a gránáttest fekete, viszont a későbbi típusokon (36 M., 37 M., 42 M.) már piros festés jelöli az éles kézigránátot.

### Szállítása
48 db élesre szerelt kézigránát és 48 db gyutacs egy 31 M. kézigránát ládában, amelynek tömege 19 kg.

## 31 M. gyakorló (csappantyús) kézigránát
Az élesítés és a helyes dobás gyakorlására szolgáló, robbanótöltetet nem, csupán csappantyút tartalmazó, de egyébként az éles kézigránáttal csaknem teljesen azonos szerkezetű kiképzőeszköz, amelyben a robbanóanyagot azzal megegyező tömegű ártalmatlan töltet helyettesíti.
Az éles gránáttól kék festése különbözteti meg.

## 31 M. oktató kézigránát
A célbadobás gyakorlására szolgáló kiképzőeszköz, amelyben a gyújtószerkezetet egy egyszerű csavarmenetes zárósapka, a robbanóanyagot pedig megfelelő tömegű ártalmatlan töltet helyettesíti. A sapka kialakítása lehetővé teszi a dobóbiztosíték beszerelését is, így annak kioldását is gyakorolhatták vele.
Az éles gránáttól sárga festése és a tömör acél zárósapka különbözteti meg.

## Előkészítése és működése
Használatba vétel előtt a szállítóládából kivett kézigránátot élesíteni kell, azaz a kicsavart gyújtószerkezet alján lévő gyutacstartó sisakba be kell szerelni a gyutacsot.
A szállítási biztosítékot, amely tulajdonképpen egy vaslemezből sajtolt kupak, már a kézigránátok támadás előtti kiosztásakor le kell venni (békebeli dobógyakorlaton ezt azonban csak közvetlenül a dobás előtt szabad). A gyújtószerkezet kicsavarodásának megakadályozására ezt jobbra fordítva kell eltávolítani. A továbbiakban a gránát kezelését a hordási biztosíték teszi biztonságossá.
Eldobás előtt a határozottan átmarkolt kézigránát hordási biztosítékát, azaz a domború tárcsarugót mutatóujjal addig kell nyomni, amíg a kattanását meg nem hallják. Ekkor a meghajló acéltárcsa szélei már nem feszülnek a gyújtóhüvely belső falának, így a hordási biztosíték eldobás után akadálytalanul kieshet. A begyakorolt módon, a kereszttengely körül megpörgetve kell eldobni a gránátot.
Repülés közben a pörgő gránát felfelé nyíló csapóajtaja, amelyet a hordási biztosíték immár nem rögzít, kinyílik, a dobóbiztosíték pedig kirepül a nyíláson. Mindez kb. 8-10 méterre a dobótól történik, addig az esetleg akadályba ütköző gránát nem robban fel. Ez ugyanakkor meg is gátolja a 31 M. kézigránátnak az ennél rövidebb távolságra való használatát, amely főleg utcai harcban vagy harcjárművek ellen hátrányos, hiszen az ablakon bedobott vagy a búvónyíláson beejtett gránát nem robban fel.
A csappantyús és az ütőszeges testeket eddig a pillanatig két golyó választotta el egymástól, amelyeket a dobóbiztosíték villa alakú végei tartottak a helyükön. A golyók a biztosíték kirepülését követően kimozdulnak, így az ütőszeget immár semmi sem tartja távol a csappantyútól. Amikor végül a kézigránát a földnek vagy más akadálynak csapódik, az ütőszeg behatol a csappantyúba, a csappantyú működésbe hozza a gyutacsot, az pedig a robbanótöltetet gyújtva felrobbantja a gránátot.
A dobás előtt véletlenül elejtett kézigránátot az ejtőretesz, az eldobott, de a túl puha talajra érkezve fel nem robbant gránátot a vakretesz biztosítja, amelyek megakadályozzák a gyújtószerkezet működésbe lépését. Békében az ilyen gránátokat a 31 M. robbantókészlet segítségével meg kell semmisíteni.

## Idegen szolgálatban
A 31 M. kézigránátot licenc alapján Svájcban is gyártották O. H-G. 32 (Offensive-Handgranate 1932) típusjelzéssel.
A sárga festésű O. H-G. 32 mellett rendszeresítésre került a robbanótöltet nélküli de éles gyújtószerkezettel szerelt sárga-fekete Halbscharfe O. H-G. 32 féléles és a robbanótöltet és gyutacs nélküli, csak csappantyúval szerelt zöld-fekete Üb. O. H-G. 32 gyakorló kézigránát is. A sort a robbanótöltet és gyújtószerkezet nélküli piros-fehér festésű Blinde H-G. 32 oktató kézigránát zárja.
A lemeztestű védekező kézigránátnak kifejlesztették öntöttvasból készült, nagyobb repeszhatású támadó változatát, a D. H-G. 32 (Defensive-Handgranate 1932) típust is. Ez, a gránáttest anyagát kivéve megegyezett az O. H-G. 32-vel. A 30-as évek közepéig szürke festéssel különböztették meg, 1935-től azonban a D. H-G. 32 is sárga festést kapott. Akárcsak az alaptípusnak, ennek is elkészítették féléles, gyakorló és oktató változatait is, ezek festése megegyezik lemeztestű megfelelőikkel. A 31 M.-hez hasonlóan a svájci gránátoknak is létezett rövidebb, 82 mm hosszú változata.
A 30-as évek végén azután a típust leváltották az új O. H-G. 40 kézigránáttal, ami nem volt más, mint az ugyancsak magyar 36 M. Vécsey kézigránát licencváltozata.